# Шпијунски филм
Шпијунски филм је израз који се користи за филмски жанр чија су специфичност заплет и/ли ликови везани уз шпијунажу, у правилу везану уз односе међу различитим државама. Шпијунски филмови се најчешће смештају у шири жанровски оквир трилера, а зависно од перспективе, контекста и ширег приступа могу такође припадати и ширим жанровским оквирима, односно садржавати елементе драме, комедије, криминалистичког, пустоловног или ратног филма.
Шпијунски филм је један од најстаријих филмских жанрова, који се још у немој ери, односно још у првим деценијама филмске делатности почео профилирати, најчешће као посебна подврста криминалистичког филма. Томе су у значајној мери потицај дали разни шпијунски скандали у доба такозване „Belle epocquea” (као Драјфусова афера и случај пуковника Редла), а још више Први светски рат током кога су машту јавности почеле заокупљати приче о егзотичним шпијункама као што су Мата Хари и Мадемоиселле Доцтеур. Један од најважнијих шпијунских филмова био је Спионе, неми немачки филм Фриц Ланга из 1928. године, чије ће фиктивне мотиве касније копирати бројни други аутори.
Додатни потицај шпијунском жанру дао је и Други светски рат, током кога се почиње белжити и прво настојање појединих влада да кроз националне кинематографије користе шпијунски жанр за властите политичке циљеве; то се пре свега односи на мотив шпијунаже као угрожавања националне сигурности, односно шпијунски филмови служе као средство да се јавност упозори и подстакне на пријављивање сумњивих и потенцијално „субверзивних” елемената у друштву. Један од примера је пружила америчка контраобавештајна служба ФБИ која је под водством Џона Едгар Хувера блиско сарађивала са Холивудом у његовом класичном периоду, те се као пример такве радње наводи Кућа у 92. улици из 1945. године, филм темељен на стварним догађајима везаним за разбијање немачке обавештајне мреже.
Шпијунски филмови су врхунац популарности добили у доба Хладног рата, који је, са једне стране њихову тему учинио актуалном, али и због своје глобалне природе омогућио да им се радња одвија на најразличитијим локацијама широм света. У бројним случајевима су те локације биле атрактивне или егзотичне, односно добра прилика да се шпијунски жанр комбинује са акцијом. Најуспешнији изданак те формуле била је серија о британском тајном агенту Џејмсу Бонду започета са филмом Доктор Но 1962. године. Њу су слиједиле бројне имитације, које су средином 1960-е добиле и специфичан облик у жанру еуроспy филмова. У неким случајевима су се шпијунски заплети вртели око завера апокалиптичких размера и планова, односно такви филмови су садржавали футуристичку технологију чинећи их хибридом са жанром сциенце фицтиона, те је тако средином 1960-их настао хибридни жанр спy-фи.
Од средине 1960-их се, пак, почињу снимати шпијунски филмови који обавештајну делатност настоје приказати на реалистичан, односно не-романтичан начин. Томе је посебан допринос дала проза бившег британског обавештајца Џона ла Кареа и њене екранизације у којима су обавештајци приказани као скромни и нимало гламурозни бирократи, а њихова делатност као монотона, фрустрирајућа и често незахвална. Крај Хладног рата је почетком 1990-их довео до престанка снимања шпијунских филмова, пре свега оних радњом смештеном у данашњицу. Нови замах таквим филмовима је од почетка 2000-их дао Рат против тероризма, који је пажњу јавности поновно скренуо на рад обавештајних служби. Томе се, између осталог, припусује и успех филмске серије о Џејсону Боурнеу која се уз серију о Бонду данас сматра најуспелијим примером жанра.